# Большой Факельный переулок
Большо́й Фа́кельный переу́лок — улица в центре Москвы в Таганском районе между улицей Александра Солженицына и Большой Андроньевской улицей.

## Происхождение названия
Большой и Малый Факельные переулки так названы были в 1919 году. В XVIII веке здесь был вокзал, освещаемый факелами. Тогда слово «вокзал» означало увеселительное место с музыкой, по В. И. Далю — «зала на гульбище, где обычно бывает музыка». Ранее — Большой и Малый Вокзальные переулки.

## Описание
Большой Факельный переулок начинается от улицы Александра Солженицына, проходит на юго-восток, пересекает Товарищеский переулок, слева примыкает Большой Рогожский переулок, поворачивает на восток, слева примыкает Малый Факельный, заканчивается, выходя на Большую Андроньевскую улицу.

## Зоны отдыха
К Большому Факельному переулку примыкает детская территория парка культуры и отдыха «Таганский»: со стороны переулка находится один из входов в парк. Таганский детский парк считается одной из самых старых парковых территорий Москвы.
После реконструкции в 2017 году в зоне отдыха существенно обновилась инфраструктура: здесь появились спортивные и детские площадки, первая в Москве песочно-водная интерактивная площадка, сухой фонтан, новая эстрада.
В переулке также расположен сквер для отдыха, который в 2019 году был благоустроен по столичной программе «Мой район». В результате работ были обустроены детская и спортивная площадки, велодорожка, проведено дополнительное озеленение, обновлены малые архитектурные формы. Работы прошли по просьбе местных жителей.

## Здания и сооружения
По нечётной стороне:

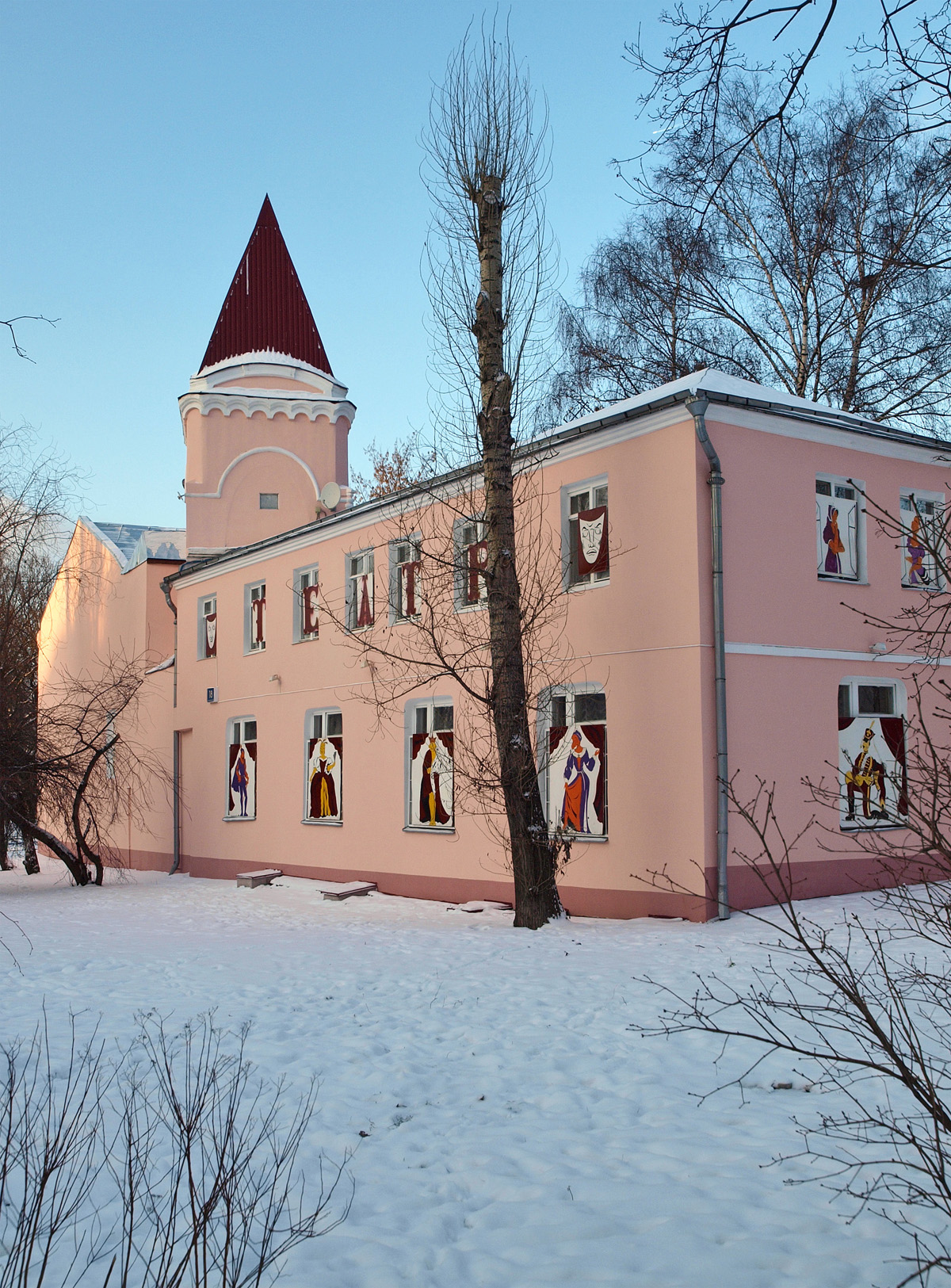
№ 18, строение 1. Церковь Покрова Пресвятой Богородицы Каринкинской старообрядческой общины; с 1989 года — Московский детский сказочный театр.

- № 3, стр. 2 — библиотека № 132 им. М. Н. Покровского ЦАО;
- № 11 — Доходный дом (1913, архитектор Н. П. Евланов)
- № 21 — начальная школа-детский сад № 1805;
- № 23 — школьное здание (1935, архитекторы Ю. В. Дульгиер, С. А. Кулагин, И. И. Фомин)[3], ныне — центр образования № 465; Внутри здания в 1960-е установлена мемориальная доска ученикам, погибшим в Великой Отечественной войне

По чётной стороне:
- № 18, стр. 1 — бывшая Церковь Покрова Пресвятой Богородицы Каринкинской старообрядческой общины (1902, 1909, архитектор П. В. Харко).
- № 38 — Институт коммерции и права.